# قوبان (شبوة)
قوبان هي إحدى قرى الجمهورية اليمنية. تتبع جغرافيا لمحافظة شبوة و إداريًا لمديرية عتق. يبلغ تعداد سكانها 964 نسمة حسب الإحصاء الذي أجري عام 2004.